# Jaguar XJ
De Jaguar XJ is een luxueuze sedan van het Britse automerk Jaguar. Het model werd in 1968 geïntroduceerd en is sindsdien het vlaggenschip van Jaguars gamma. De vierde generatie van de XJ ging in 2019 uit productie. De XJ was de laatste sedan van Jaguar die onder toezicht van stichter William Lyons werd ontwikkeld. XJ staat voor Experimental Jaguar.

## Eerste generatie (1968-1992)

### Series I

#### XJ6
De XJ6 was een ranke verschijning ten opzichte van de grote Mark X. De auto had onafhankelijke achterwielophanging, gelijkaardig aan die van de Jaguar E-Type, die zorgde voor een uitstekend rijgedrag en verminderde interieurgeluiden en trillingen. De instrumenten op het dashboard waren gelijkaardig met die van andere Jaguar-modellen van dat moment. Als gevolg van het ranke silhouet was wel aan interieurruimte ingeboet, vooral achterin. De XJ6 werd geleverd met een 2,8 liter- of een 4,2 literversie van Jaguars befaamde zes-in-lijnmotor.
De XJ6 werd geïntroduceerd in september 1968. In reclamespots op televisie prees William Lyons de nieuwe auto aan als the finest Jaguar ever. Het model kende succes waardoor Jaguar in het begin moeite had de vraag bij te houden. De eerste exemplaren kenden als gevolg daarvan kwaliteitsproblemen.
Vroege XJ6'en verschillen van latere. De eerste XJ6'en (gebouwd in 1968) hadden allemaal een 2,8 liter motor, terwijl latere meestal een 4,2 liter motor hadden. In eerste instantie was de XJ6 ontworpen voor enkel de 2,8 liter motor. Aangezien deze motor wat lager is dan de 4,2 hadden de eerste hele vroege XJ6'en een motorkap waarbij de middelste twee lijnen wat lager en scherper zijn dan op de latere auto's. Daarnaast hebben vroege XJ6'en tellerranden van chroom. Later werden deze zwart geverfd om schitteringen in de zon te voorkomen. De dorpelplaten op vroege XJ6'en zijn van aluminium zonder dat er "Jaguar" op staat, dit is later pas toegevoegd. De achterbumper op een XJ6 Series 1 hoort uit één deel te bestaan en niet uit drie delen, zoals op de Series 2. Ten slotte hebben de vroege XJ6'en verticale verwarmingstrips in de achterruit zitten, in plaats van horizontale. Het is niet bekend tot wanneer XJ6'en deze kenmerken hebben.

#### XJ12
In 1972 werd de XJ12 gelanceerd. Dit was het laatste model waarin William Lyons betrokken was alvorens hij dat jaar met pensioen ging. De XJ12 kreeg een 5,3 liter-V12 mee en was hiermee de snelste vierzitter ter wereld. Hij had een topsnelheid van 225 km/u en ging van stilstand naar 100 km/u in 7,5 seconden. Van de XJ12 werden slechts 3235 stuks gebouwd.

### Series II

#### XJ6/XJ12
De meest in het oog springende wijziging bij de introductie van de vernieuwde XJ in 1973 was de hertekende voorzijde met de naar onder de bumper verplaatste richtingaanwijzers.
Jaguar werd hiertoe gedwongen nadat de regelgeving over de hoogte van de bumpers was veranderd. De 3,4 liter-XJ6 werd pas vanaf 1975 beschikbaar. De XJ12, met 5,3 liter-V12, was ook met verlengde wielbasis te verkrijgen en het Daimler 
topmodel werd Double Six genoemd. De XJ Series II stond bekend om zijn belabberde productiekwaliteit; Een gevolg van het feit dat het merk bij British Leyland hoorde in een periode waarin dat bedrijf en de toeleveranciers geplaagd werd door massale stakingen.

#### XJ coupé
In 1975 lanceerde het merk een van de meest exclusieve modellen uit haar geschiedenis. Van de tweedeurs XJ-C coupé werden tot 1978 slechts 8378 exemplaren gemaakt. Het model werd gebouwd als zescilinder (6505) en als twaalfcilinder (1873). Oorspronkelijk was het de bedoeling geweest om de XJ-C al in 1973 te introduceren, maar problemen met de dichtingen van de ruiten hielden de productie op. De auto's bleven last hebben van waterlekken en luchtstromingsgeluiden. Samen met de hogere prijs zorgde deze factoren ervoor dat de productie beperkt bleef. XJ-C's hebben een dak van vinyl, volgens velen is dit zo omdat Jaguar de dakconstructie niet sterk genoeg kon krijgen om barstjes in de verf te voorkomen, dus vandaar dat ze er voor gekozen zouden hebben om het dak van vinyl te maken aangezien dat wat flexibeler is. De XJ-C heeft exact dezelfde wielbasis als een XJ SWB. De laatste XJ-C's zijn gebouwd op basis van het platform van XJ LWB's, aangezien de XJ SWB's niet meer gemaakt werden. Bij XJ-C's die op basis van een XJ LWB zijn gebouwd zijn vaak nog lasnaden zichtbaar aan de onderkant omdat ze daar zijn ingekort zodat ze net zo lang zijn als een XJ SWB. 

### Series III

#### XJ6/XJ12
Voor 1979 werd de XJ opnieuw gefacelift tot Series III. De daklijn werd herontworpen door Pininfarina en ook de achterlichten, bumpers, en wielen werden gewijzigd. Er waren drie motoren voorhanden: een 3,4 liter- en 4,2 liter-zes-in-lijn (nu met elektronisch injectiesysteem) en de 5,3 liter-V12. Deze Series III was slechts een tussenstop in afwachting van de nieuwe generatie (codenaam XJ40). Doch liet die langer dan verwacht op zich wachten. British Leyland, en Jaguar Cars, zaten in financiële problemen en de Series III bleef nog jarenlang in productie. De laatste Series III XJ6 werd in 1987 gebouwd en de laatste Series III XJ12 in 1992.

## Tweede generatie (1986-2003)

### XJ40

#### XJ6
In oktober 1986 werd uiteindelijk toch de tweede generatie van de XJ gelanceerd. Zo begon de ontwikkeling van de auto al in de jaren´70. Aanvankelijk was het de bedoeling om de XJ40 al in 1984 te lanceren. Financiële problemen hielden dit tegen. De XJ40 was ook de laatste Jaguar waarbij Jaguar-oprichter Sir William Lyons nog om zijn mening werd gevraagd. Aangezien Lyons in 1985 overleed kon hij de lancering niet meer meemaken. De nieuwe XJ6 zag er veel moderner uit met een hoekiger ontwerp en controversiële rechthoekige koplampen. Ook onderhuids was de Mk II volledig nieuw. De achterwielophanging werd volledig vernieuwd. De verouderde XK-motor werd vervangen door de nieuwe AJ6. Die 3,6 liter-zes-in-lijn had een lager verbruik en uitstoot. In Europa stond ook een 2,9 literversie in de catalogus, die overigens met de geliefde ronde koplampen verscheen. In 1989 werden ook een vierliterversie en een automatische vierversnellingsbak toegevoegd. De versies vanaf bouwjaar 1990 zijn kwalitatief beter, doordat het merk Jaguar in handen van Ford was gekomen. Zo werd afgerekend met het beruchte veersysteem met vloeistofdruk, en er kwamen betere deurklinken. Ook het storingsgevoelige digitale instrumentenpaneel werd vervangen door analoge klokken en meters. Uiterlijk verschillen de modellen, op de deurklinken na, niet. De XJ6 is er, zoals veel Jaguarmodellen, ook in een luxere Daimleruitvoering, die in Amerika de "Van den Plas"-uitvoering wordt genoemd. De XJ 6 Daimler verschilt onder andere door geribbelde chromen details, notenhouten picknicktafels achterin en meer leer in het interieur. Motorisch verschilt de Daimler niet van de Jaguar-uitvoering. De XJ40 was ook de eerste Jaguar die met behulp van robots werd gefabriceerd.

#### XJ12
De XJ12 liet nog tot 1992 op zich wachten. De reden daarvoor was dat het motorcompartiment van het XJ40-ontwerp te smal was voor een V-motor. De ontwerpers hadden dat met opzet gedaan om ervoor te zorgen dat British Leyland de Rover V8-motor niet zou opdringen. Althans, zo wordt gezegd. Desalniettemin kostte het later veel werk om het compartiment te hertekenen en Jaguars V12 erin te krijgen.

#### Ford
Toen Jaguar in 1989 overgenomen was door Ford Motor Company werd het hele gamma herzien. De 2,9 liter werd geschrapt en vervangen door een 3,2. De 3,6 liter werd vergroot tot 4,0 liter. Ook het vaak onbetrouwbare dashboard werd vervangen.

### X300

#### XJ6
Meteen werd ook begonnen aan een facelift voor de XJ6. De auto werd opnieuw ronder van vorm met dubbele ronde koplampen die duidelijk doorvloeien in de motorkap. De X300, zoals de codenaam luidde, kreeg ook de verbeterde AJ16-motor en een nieuw elektrisch systeem. Met deze versie, die in 1994 op de markt kwam, ging ook de productiekwaliteit van Jaguar steeds verder omhoog. Hij was beschikbaar in een 4,0 en een 3,2 litermotor. De daimler uitvoering is er ook in een verlengde versie.

#### XJ12
De X300 was ook te verkrijgen met de 6,0 liter-V12-motor, maar hiervan werden er maar zeer weinig gemaakt. Uiteindelijk werd de V12 eind 1996 geschrapt. Een jaar later werd ook de straight six geschrapt waarna het merk alleen nog een nieuwe V8 gebruikte. De XJ12 werd samen met de XJ6 gelanceerd in 1994 voor het volgende modeljaar. In 1997 werden beide stopgezet. Op 17 april 1997 werd de laatste Jaguar met V12-motor geproduceerd.

#### XJR
In 1995 introduceerde Jaguar de XJR. Deze sportieve versie van de XJ kreeg grotere wielen, een sportief afgestelde ophanging en enkele kleinere visuele ingrepen. De 4.0 zes-in-lijn kreeg een mechanische compressor van het merk Eaton waarmee het vermogen tot 322 pk/513 Nm klom. Het was de eerste Jaguar ooit die zo'n compressor ingebouwd kreeg.

#### Daimler Corsica concept
Ter gelegenheid van de honderdste verjaardag van Daimler werd op basis van de XJ Daimler Double Six een tweedeurs cabrioletprototype gebouwd. Deze motorloze vierzitter kreeg de naam Daimler Corsica en had dezelfde luxe als de gewone XJ sedan op een kortere wielbasis. Van de auto werd slechts één exemplaar gebouwd daar het nooit de bedoeling was om hem in productie te brengen. Die ene auto is eigendom van de Jaguar Daimler Heritage Trust en is soms op evenementen te zien als hij niet in het museum in Coventry (GB) staat.

### X308

#### XJ8
Voor 1997 kreeg de XJ Mk II een laatste facelift. Er werd een nieuwe motor geïntroduceerd: een V8 die in 1996 voor het eerst was gebruikt in de XK8 sportwagen. De V8 was er in een 3,2 l-, een 4,0 l- en een 'supercharged' 4,0 l-versie. Ook het interieur werd substantieel aangepast met onder andere een volledig nieuw dashboard. Het gebrek aan beenruimte achteraan bleef nog steeds een zwak punt ten opzichte van de Duitse concurrentie (behalve in de versie met verlengde wielbasis). De XJ8 bleef tot 2002 in productie. Aan het exterieur van de auto waren een nieuw radiatorrooster, een nieuwe bumper en ovale richtingaanwijzers de meest opgemerkte veranderingen. Op de 308 XJ modellen (en ook de XK's) werd een door Jaguar zelf ontwikkeld adaptief schokdempersysteem geïntroduceerd, elektronisch geregeld, onder de naam CATS (Computer Active Technology Suspension).
De Jaguar AJ-V8 is een compacte aluminium DOHC V8-zuigermotor gebruikt in tal van Jaguarvoertuigen. Het was het vierde nieuwe type motor in de geschiedenis van het bedrijf. In 1997 vervingen beide ontwerpen de Jaguar AJ6-zes-in-lijnmotor (of liever gezegd de AJ16-variant) en de bekende Jaguar V12-motor. Het bleef Jaguars enige type motor tot en met 1999 met de lancering van de S-Type, toen de Jaguar AJ-V6-motor werd toegevoegd aan de lijst.
De AJ-V8 is ontworpen met Nikasil - gecoate cilinders in plaats van de meer conventionele - stalen cilinderbussen. Echter, net als bij de BMW M60 reageerde de Nikasil-liners op het hoge zwavelgehalte in de benzine, dat motorstoringen veroorzaakte. Jaguar verving de meest getroffen motoren, en ging voortaan gebruikmaken van de conventionele gietijzeren voeringen.
De motor maakt gebruik van een tweestaps Variabele Klep Timing-systeem waarbij de inlaatklep-timinginstelling op 30° werd gezet. Nieuwere motoren maken gebruik van een meer geavanceerd systeem dat de innametiming kan variëren, stapsgewijs tot 48°. De katalysator was van het merk Bosal.
De AJ-V8 stond op de top 10 Ward's Best Engines in het jaar 2000.

#### XJR
De XJR variant was uitgerust met een Eaton supercharger (feitelijk een gemodificeerde Roots blower). De XJR maakte geen gebruik van de variabele kleptiming omdat dat bij een geblazen motor het verbeterde volumetrische effect niet merkbaar is. De Supercharged XJR had een vermogen van 370 pk (276 kW) en 525 Nm koppel.

#### XJR 100 Limited Edition 2002
Alleen in modeljaar 2002 was een limited edition van de XJR verkrijgbaar, ter gelegenheid van de 100e geboortedag (4 september 1901) van Jaguar-oprichter William Lyons. Er werden slechts 500 exemplaren gebouwd, waarvan er 275 naar Canada, de VS en Mexico gingen, en 89 naar het Verenigd Koninkrijk. Alle 500 hadden de Supercharged 276 kW/370 pk 4.0 liter AJ-V8-motor (versie AJ27S met Eaton Supercharger type "Roots") en de vijftraps automatische transmissie (afkomstig van Mercedes). De XJR bereikt hiermee vanuit stilstand in 5,6 seconden de honderd kilometer per uur. Het koppel van deze motor bedraagt 525 Nm. De top was begrensd op 250 km/u maar zonder begrenzing haalde hij 275 km/u.
De XJR 100 was standaard uitgerust met Jaguars eigen elektronisch geregelde Computer Active Technology Suspension (CATS) met adaptieve schokdempers.
De XJR 100 was voorzien van een aantal speciaal voor deze uitvoering ontwikkelde voorzieningen.
De kleur was Antracite-zwart metallic lak. Standaard "Montreal" 19 inch (of optioneel 20 inch) R Performance negenspaaks lichtmetalen velgen van BBS. Het ontwerp van deze velgen is afgeleid van de wielen onder de Jaguar F-TYPE concept car. De Brembo remklauwen zijn zilvergrijs en voorzien van een rood Jaguar-embleem, in hetzelfde rood als de Jaguar-growler' in het hart van de velgen. De speciale, geventileerde remschijven waren ook van Brembo.
Voor de bekleding van de sportstoelen in de XJR 100 werd gekozen voor Autolux leder in de tint 'Warm Charcoal', met 'embossed' geperforeerd leder voor de middendelen van stoelen en achterbank. De bekleding is gestikt met rood garen en ditzelfde rood keert terug in de stiksels van het leder op de middenconsole en de portierpanelen. Deze speciale R-performance sportstoelen waren twaalfvoudig elektrisch verstelbaar met drie geheugens en verwarmd. In het grijs gelakte esdoornhoutfineer van het dashboard is aan de passagierszijde een jaguar XJR 100 embleem opgenomen en de auto was ook voorzien van XJR 100-instaplijsten voor en achter.
Het model had verder nog het R Performance-stuurwiel, een speciale Momo-knop op de transmissiehendel. De XJR 100 had verder een DVD-navigatiesysteem, parkeersensoren en regensensorgestuurde ruitenwissers, elektrisch schuifdak, mistlampen, automatisch inschakelende verlichting, Automatic Climate Control. Ook was er een elektrisch instelbare en bij in- en uitstappen automatisch omhoog kantelende stuurkolom en zaten er toetsen in het stuurwiel waarmee onder meer de audio-installatie en ingebouwde telefoon konden worden bediend. Daaraan waren nog toegevoegd zelfdimmende, verwarmbare en elektrisch inklapbare buitenspiegels en een Premium Alpine audiosysteem met negen speakers en cd-wisselaar.
De Nederlandse importeur kreeg destijds slechts vijf exemplaren van de XJR 100 toebedeeld. De verkoopprijs in 2002 was 261.875 gulden. Vandaag de dag is de XJR 100 een zeer gewild collector's item.

## Derde generatie X350 (2003-2009)

#### XJ6/XJ8
De uit 1986 stammende Mark II was intussen sterk verouderd. BMW's 7-serie was intussen al in de vierde generatie en ook andere rivalen stonden al twee generaties verder. In september 2002 werd daarom de volledig vernieuwde XJ, met codenaam X350, gelanceerd. Zowel buiten als binnenin zag die er traditioneel uit; Toch was hij volledig hertekend. Met deze Mark III kwam ook de XJ6 terug. Het betrof deze keer wel een zescilinder in V-formatie en geen zes-in-lijn. Onder de motorkap zijn daarnaast ook een 4,2 liter-V8, al dan niet compressorgeladen, te vinden of een 2,7 liter-V6 dieselmotor die Ford in samenwerking met Peugeot ontwikkelde. Die diesel produceert 204 pk en maakt van de XJ de krachtigste luxeauto ter wereld. Het monocoque chassis en het koetswerk zijn bijna volledig van aluminium gemaakt.

#### Super V8
De XJ Super V8 is het topmodel. Het is ook de snelste uit de reeks, zelfs voor de XJR. De Super V8 verscheen in 2004 als een X350 LWB met een 'supercharged' V8. Hij onderscheidt zich met een apart radiatorrooster en verchroomde zijspiegels.

#### Daimler Super V8
Begin 2005 werd een nog exclusievere XJ aangekondigd. De Daimler Super Eight voor 2006 is een gelimiteerde versie van de Super V8. In maart 2005 stond er een op het autosalon van New York. De Daimler-versie voegt nog meer uitrusting toe als een dvd-speler en lcd-schermen in de hoofdsteunen. Het model is alleen in twee speciale kleuren, Black Cherry en Winter Gold, te verkrijgen. In Noord-Amerika kwam deze versie op de markt in augustus 2005 onder de naam Super V8 Portfolio.

## Vierde generatie X351 (2009-2019)

#### XJ
De vierde generatie van de XJ werd in juli 2009 voorgesteld in de Saatchi Gallery in Londen.
De nieuwe XJ kreeg een veel modernere uitstraling en breekt zo met de typische XJ-stijl die terugkwam in alle vorige generaties van de XJ-serie. De wagen is langer en breder geworden dan zijn voorgangers. De voorkant toont duidelijke overeenkomsten met de Jaguar XF-serie, hoewel de slankere koplampen en het grotere radiatorrooster voor een agressievere uitstraling zorgen.
Het interieur bevat een volledig configureerbaar lcd-dashboard dat naast de verplichte snelheidsmeter diverse andere virtuele wijzerplaten kan weergeven. Het consolescherm kan eveneens verschillende weergaven tonen, inclusief de bediening van een geavanceerd video- en audiosysteem.
Net als een aantal van zijn voorgangers was deze XJ verkrijgbaar in zowel de standaarduitvoering als in de versie met lange wielbasis. Er kon gekozen worden voor een 5,0-liter V8-benzinemotor met of zonder supercharger, of voor een 3,0-liter twin-turbo V6-dieselmotor. In 2013 werd een 3,0-liter V6-benzinemotor met supercharger aan het gamma toegevoegd.
In 2014 onderging de XJ een kleine facelift, waarbij naast diverse kleine optische wijzigingen ook de vering van de modellen met lange wielbasis verbeterd werd. Tevens werden alle motoren voorzien van een start-stopsysteem.
De XJ kreeg in 2015 een tweede facelift, waarbij LED-koplampen en J-Blade achterlichten werden toegevoegd, alsook diverse nieuwe rijhulp-systemen en veiligheidsvoorzieningen zoals Adaptive Cruise Control, Lane Assist en een 360 graden camerasysteem.

#### XJR
De XJR variant werd in 2013 voorgesteld op de New York International Auto Show. De supercharged 5,0-liter V8-benzinemotor van de XJR ontwikkelde een vermogen van 550 pk (405 kW) en een koppel van 680 Nm, goed voor een topsnelheid van 280 km/u. Deze krachtbron was gekoppeld aan een automatische transmissie met acht versnellingen die op maat van de XJR geconfigureerd was. De XJR onderscheidde zich met een nieuwe frontsplitter, extra achterspoiler en 20-inch 'Farallon' lichtmetalen velgen met op maat gemaakte Pirelli-banden.

## Elektrische XJ (geannuleerd)
In 2019 bevestigde Jaguar Land Rover dat de nieuwe generatie van de XJ een volledig elektrische aandrijflijn zou krijgen. Deze nieuwe elektrische XJ werd aanvankelijk in 2020 verwacht, maar de introductie werd uitgesteld tot eind 2021.
Op een persconferentie op 15 februari 2021 kondigde Jaguar Land Rover echter aan dat de elektrische XJ geannuleerd werd omdat deze "niet past in de visie van het opnieuw vormgegeven Jaguar-merk".